# Потопольський Андрій Дмитрович
Андрі́й Дми́трович Потопо́льський (нар. 1907 — пом. 1982) — радянський військовик часів Другої світової війни, командир 6-го окремого понтонно-мостового батальйону 5-ї гвардійської армії, майор. Герой Радянського Союзу (1943).

## Життєпис
Народився 12 грудня 1907 року в місті Києві в родині робітника. Українець. У 1919 році закінчив початкове залізничне училище. У 1932 році закінчив Державний інститут фізичної культури України (м. Харків). Працював у Київському університеті. Був тренером ДСТ «Спартак» з гімнастики.
До лав РСЧА призваний у 1937 році. У 1939 році закінчив Військову академію імені М. В. Фрунзе і був призначений начальником штабу Київського понтонно-мостового полку. Брав участь у радянському вторгненні до Польщі, Прибалтики і Румунії.
Учасник німецько-радянської війни з червня 1941 року. Воював на Південно-Західному, Донському, Сталінградському, Воронезькому, Степовому, 2-у та 1-у Українських фронтах. Член ВКП(б) з 1942 року.
Особливо командир 6-го окремого моторизованого понтонно-мостового батальйону майор А. Д. Потопольський відзначився під час битви за Дніпро. Здійснивши 350-ти кілометровий марш, батальйон з ходу, без відпочинку розпочав форсування річки Дніпро в районі Бацули — Деріївка. Попри прицільний артилерійсько-мінометний і кулеметний вогонь супротивника, своє завдання з переправи двох дивізій батальйон виконав добре. Пошкоджені засоби для переправи відновлювались безпосередньо на воді і продовжували переправляти на правий берег особовий склад, артилерію, боєприпаси і продовольство. Всього силами батальйону переправлено на правий берег: гармат різного калібру — 418, автомашин — 2004, коней — 2506, різних вантажів — близько 3000 тон.
Після закінчення війни продовжив військову службу. У 1957 році полковник А. Д. Потопольський вийшов у запас. Працював у Виборзькому РВК міста Ленінграда. Вів значну громадську роботу, очолював Раду ветеранів 6-ї понтонно-мостової бригади. Мешкав у Ленінграді (нині — Санкт-Петербург), де й помер 10 липня 1982 року. Похований на Північному кладовищі.

## Нагороди
Указом Президії Верховної Ради СРСР від 20 грудня 1943 року «за успішне форсування річки Дніпро, міцне закріпленні плацдарму на західному березі річки Дніпро та виявлені при цьому відвагу і героїзм», майорові Потопольському Андрію Дмитровичу присвоєне звання Героя Радянського Союзу з врученням ордена Леніна і медалі «Золота Зірка» (№ 1490).
Також нагороджений двома орденами Червоного Прапора (14.04.1945, 16.06.1945), двома орденами Червоної Зірки (20.09.1943, …) і медалями.